# Джерело № 1 (Лазещина)
Джерело́ № 1 — гідрологічна пам'ятка природи місцевого значення в Україні. Розташована на території Рахівського району Закарпатської області, на південний схід від села Лазещина (урочище «Козьмещик»). 
Площа — 0,5 га. Статус отриманий згідно з рішенням облвиконкому від 23.10.1984 року № 253. Перебуває у віданні: Лазещинська сільська рада. 
Статус присвоєно для збереження джерела мінеральної води (гідрокарбонатно-кальцієво-магнієва). Загальна мінералізація — 0,52 г/л. Столова вода.